# ミルドレッド・マクダニエル
ミルドレッド・マクダニエル（Mildred ("Millie") Louise McDaniel、1933年11月4日 - 2004年9月30日）は、アメリカ合衆国の陸上競技選手。1950年代を代表する女性ハイジャンパーで、元世界記録保持者。1956年メルボルンオリンピックの金メダリストである。ジョージア州アトランタ出身。

## 経歴
マクダニエルはハイスクールに在籍中、バスケットボールの選手であったが、陸上のコーチの誘いにより練習に参加、その才能を発揮し、80ヤードハードル、走高跳、走幅跳のジョージア州のチャンピオンとなる。また、バスケットボールでも2回州のタイトルを獲得している。
ハイスクール卒業後はアラバマ州のタスキーギ大学に進学。1953年、1955年、1956年の全米選手権を制す。国内大会だけでなく、1955年のパンアメリカンゲームズの走り高跳びでも1.68mで優勝を果たしている。
マクダニエルにとって最高の年となった1956年、メルボルンオリンピックに出場。優勝候補のハンガリーのヨランダ・バラシュ、イギリスのテルマ・ホプキンスとの争いとなったが、マクダニエルが金メダルを決めると、バーを1.76mの世界新の高さに上げる。マクダニエルは、この高さを2回目の試技でクリア。バラシュが持っていた世界記録を更新した。
その後、マクダニエルは1957年に大学を卒業後、競技を引退。1983年に全米陸上競技の殿堂入りを果たす。

## 主な実績
| 年   | 大会                   | 場所                       | 種目   | 結果 | 記録 |
| ---- | ---------------------- | -------------------------- | ------ | ---- | ---- |
| 1955 | パンアメリカンゲームズ | メキシコシティ(メキシコ)   | 走高跳 | 1位  | 1m68 |
| 1956 | オリンピック           | メルボルン(オーストラリア) | 走高跳 | 1位  | 1m76 |